# 文錦渡
文錦渡（英語：Man Kam To；漢語拼音：Wenjindu）是中國廣東省深圳市和香港新界一個毗鄰邊境的地區。深圳部分位於羅湖區，香港部分曾經位於香港邊境禁區範圍。

## 邊境禁區
由於香港範圍的文錦渡曾屬於香港邊境禁區，除持有效證件過境的人士外，其他人士進入必須持有有效邊境禁區通行證（俗稱「禁區紙」）；由2016年1月4日起，除文錦渡管制站外，其餘地區已被剔除禁區範圍。

## 公共設施
- 文錦渡口岸
- 木湖抽水站

## 鄉村
- 新屋嶺

## 交通
文錦渡現時只有一條來往上水站的九龍巴士73K線服務，大約每15至30分鐘一班，由上水廣場開出，經馬會道和文錦渡路前往，總站位於文錦渡口岸以南的新屋嶺。
市民也可以乘搭前往蓮麻坑之專線小巴59K線或是前往香園圍口岸之59S線，約半小時一班，同樣由上水廣場開出，同樣在新屋嶺一帶下車。
（注：以上路線皆不能往來文錦渡口岸過境）

## 區議會議席分佈
由於文錦渡人口不足以成為一個區議會選區，所以往往跟鄰近的沙頭角、打鼓嶺等鄉村範圍劃為同一個選區。
| 年度/範圍  | 2000-2003 | 2004-2007 | 2008-2011 | 2012-2015 | 2016-2019 | 2020-2023 |
| ---------- | --------- | --------- | --------- | --------- | --------- | --------- |
| 整個文錦渡 | 沙打選區  | 沙打選區  | 沙打選區  | 沙打選區  | 沙打選區  | 沙打選區  |

## 参見
- 羅文錦
- 文錦渡口岸

1. ↑  . 香港運輸署. 2023-02-03  [2023-02-06]. （原始内容存档于2023-02-06）.